# Acalypha harmandiana
Acalypha harmandiana é uma espécie de flor do gênero Acalypha, pertencente à família Euphorbiaceae.